# Pumpernikkel
Pumpernikkel er et langtidshævet, groft surdejsbrød lavet af groftmalet rug, der stammer fra Westfalen. Det bages i 10-12 timer ved lav varme. Pumpernikkel har en meget lang holdbarhed.
Der findes en dessert lavet med pumpernikkel kaldet Westfälische Götterspeise ("Vestfalsk gudespise").